# Барбарано-Вічентіно
Барбарано-Вічентіно (італ. Barbarano Vicentino, вен. Barbaran Vicentin) — муніципалітет в Італії, у регіоні Венето, провінція Віченца.
Барбарано-Вічентіно розташоване на відстані близько 400 км на північ від Рима, 65 км на захід від Венеції, 15 км на південь від Віченци.
Населення — 4594 особи (2014).

## Демографія
Населення за роками:

Станом на 31 грудня 2014 року в муніципалітеті офіційно проживало 605 іноземців з 34 країн, серед них 86 громадян країн Євросоюзу та 5 громадян України.

## Сусідні муніципалітети
- Альбеттоне
- Аркуньяно
- Моссано
- Роволон
- Віллага
- Цовенчедо